# Eleutherodactylus jamaicensis
Espèce
Statut de conservation UICN

 EN B1ab(iii) : En danger
Eleutherodactylus jamaicensis est une espèce d'amphibiens de la famille des Eleutherodactylidae.

## Répartition
Cette espèce est endémique de la Jamaïque. Elle se rencontre de 120 à 1 290 m d'altitude.

## Description
Les femelles mesurent jusqu'à 30 mm.

## Étymologie
Son nom d'espèce, composé de jamaic[a] et du suffixe latin -ensis, « qui vit dans, qui habite », lui a été donné en référence au lieu de sa découverte, la Jamaïque (Jamaica en anglais).

## Publication originale
- Barbour, 1910 : Notes on the herpetology of Jamaica. Bulletin of the Museum of Comparative Zoology at Harvard College, vol. 52, p. 273-301 (texte intégral).